# Juri Pawlowitsch Safronow
Juri Pawlowitsch Safronow (russisch Юрий Павлович Сафронов; geboren 2. September 1928 in Moskau; gestorben 12. April 2001 ebenda) war ein sowjetischer Science-Fiction- bzw. Phantastik-Autor.

## Biografie
Safronow schloss 1952 ein Studium an der Schukowski-Akademie der Luftstreitkräfte in Moskau ab, arbeitete an Infrarot-Melde- und -Erkennungssystemen für die sowjetischen Streitkräfte und verfasste mehrere Monografien zu diesem Thema.
1958 veröffentlichte er gemeinsam mit seiner Frau Swetlana Alexandrowna, die an der Staatlichen Lomonossow-Universität Moskau Journalismus studiert hatte, den Roman Внуки наших внуков (Der Südpol schmilzt), der im Jahr 2107 handelt und eine kommunistische Zukunft sowie die Erschließung der anderen Planeten unseres Sonnensystems und der Antarktis beschreibt. Der Roman greift Themen aus When the Sleeper Wakes von H. G. Wells auf und erschien auf Empfehlung des Autors Alexander Lawrentjewitsch Kolpakow (Александр Лаврентьевич Колпаков). Er wurde auch in mehrere osteuropäische Sprachen sowie ins Deutsche übersetzt.
Anfang der 1960er Jahre veröffentlichte Safronow mehrere Erzählungen in der Tradition der »realitätsnahen Phantastik« (фантастика ближнего прицела). 1960 erschien seine Erzählung Ничего особенного, in der er beschreibt, wie vier Urlauber bzw. Fischer am Schwarzen Meer zufällig Opfer eines Raketentests werden. 1963 wurde diese Erzählung scharf kritisiert, und ab diesem Zeitpunkt konnte er in der Sowjetunion nicht mehr publizieren, mit Ausnahme des Sammelbandes Огненный водопад, der 1971 auf Ukrainisch erschien.
In den 1990er Jahren befasste er sich mit Astrologie, insbesondere mit den physikalischen Grundlagen der Astrologie und entwickelte die Theorie der »Astrooptik«, über die er rund ein Dutzend Artikel in der Zeitschrift Чудеса и приключения veröffentlichte.
Safronow ist auf dem Wagankowoer Friedhof in Moskau begraben.

## Werke
- Внуки наших внуков. Moskau: Молодая гвардия, 1959 (mit Swetlana Alexandrowna Safronowa).
  - Deutsche Übersetzung von Willi Berger: Der Südpol schmilzt. Ein Roman aus dem Jahre 2107. Berlin: Kultur und Fortschritt, 1960.
  - Bulgarische Übersetzung von Boris Misirkow: Внуци на нашите внуци. Sofia: Народна младеж, 1961.
  - Serbokroatische Übersetzung von Zlata Müller: Čudnovati doživljaji Hromova. Zagreb: Epoha, 1961
  - Rumänische Übersetzung von Alexandru Ștefănescu-Medeleni und Éva Szilágyi: Nepoții nepoților noștri. Bukarest: Editura Tineretului, 1960.
  - Ukrainische Übersetzung: Онуки наших онуків. Kiev: Веселка, 1969.
  - Tschechische Übersetzung von Miroslav Moc und Jiří Táborský: Vnuci našich vnuků. Prag: Státni nakladatelství dětské knihy, 1962.
- Ничего особенного. In: Техника — молодёжи 11 (1960, unter dem Namen »Ф. Сафронов«).
  - Deutsche Übersetzung: Die Marsmenschen. Eine phantastische Begebenheit am Schwarzen Meer. In: Das Magazin 11.8 (1964).
  - Französische Übersetzung von Francis Cohen: Rien d’extraordinaire. In: Jacques Bergier (Hg.): Les meilleures histoires de science-fiction soviétique. Paris: Robert Laffont, 1963.
- Огненный водопад. In: Вокруг света 3 (1962).
- Осколок звезды. In: Техника — молодёжи 4 (1962).
  - Deutsche Übersetzung: Der Meteorit. In: Jugend und Technik 10.8 (1962).
  - Polnische Übersetzung: Odprysk gwiazdy. In: Młody Technik 6 (1962).
- Нить жизни. In: Вокруг света 1 (1963).
  - Englische Übersetzung von H. Jacobson: Thread of Life. In: Robert Magidoff (Hg.): Russian Science Fiction 1968. New York University Press / University of London Press, 1968.
- Первая встреча. 1971.
- Лямбда 0,76 – 420. 1971.
- Пятнадцать минут на Марсе. 1971.
  - Ukrainische Übersetzung: П’ятнадцять хвилин на Марсi.
- Памятник прадедам. 1971.